# Grande Lago (Jemtlândia)
O Grande Lago (em sueco: Storsjön;  PRONÚNCIA) está situado na província histórica de Jämtland, na parte central da Suécia.
É o quinto maior lago da Suécia, com uma área de 464 km2 e uma profundidade máxima de 77 m.

As suas águas banham a cidade de Östersund.
No seu interior, está situada a ilha Frösön.
Segundo a lenda, o Monstro do Grande Lago (em sueco: storsjöodjuret;  PRONÚNCIA) habita supostamente as profundezas deste lago.

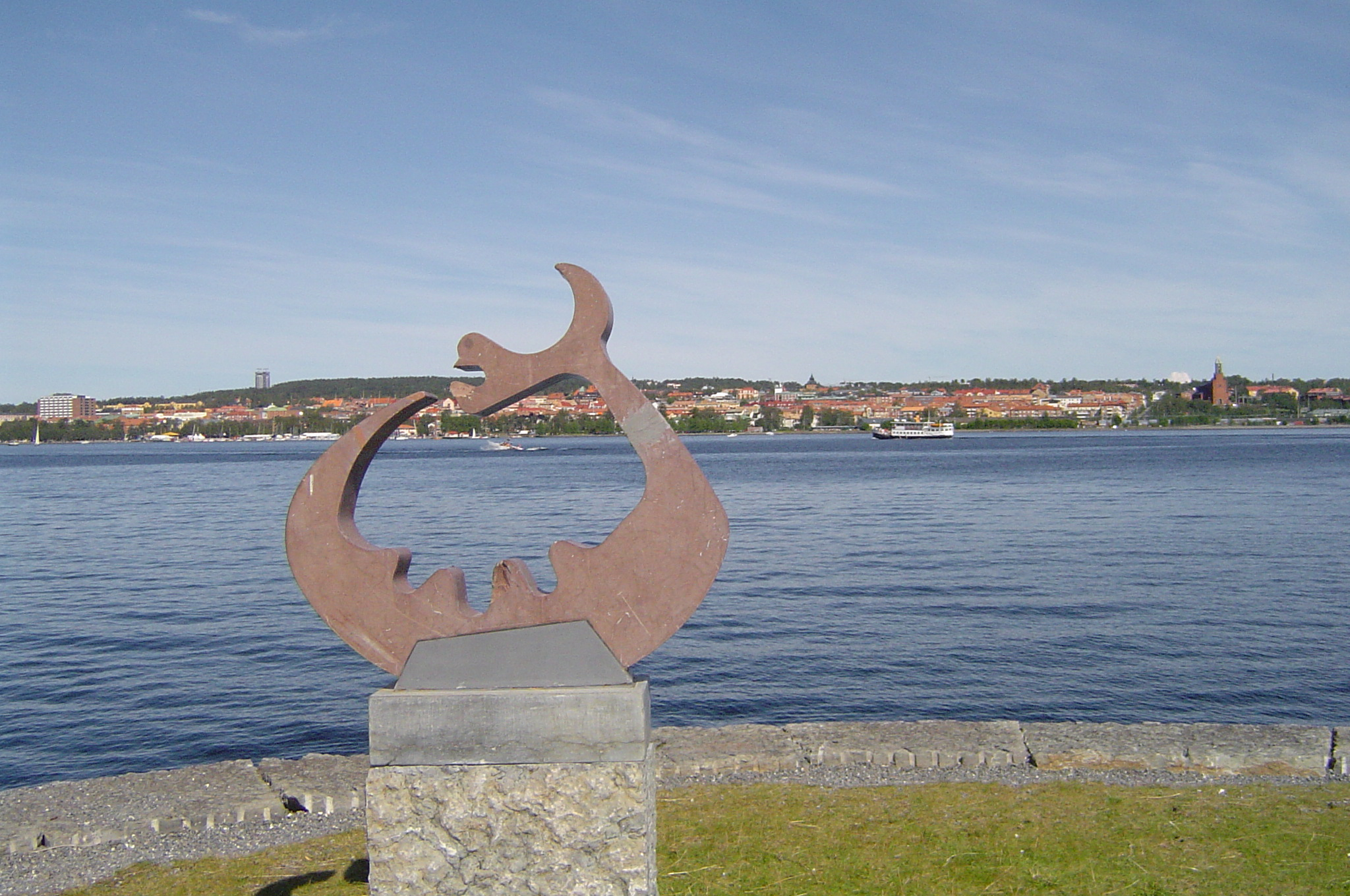
O Monstro do Grande Lago, com a cidade de Östersund ao fundo